# Ola och Kari Nordmann

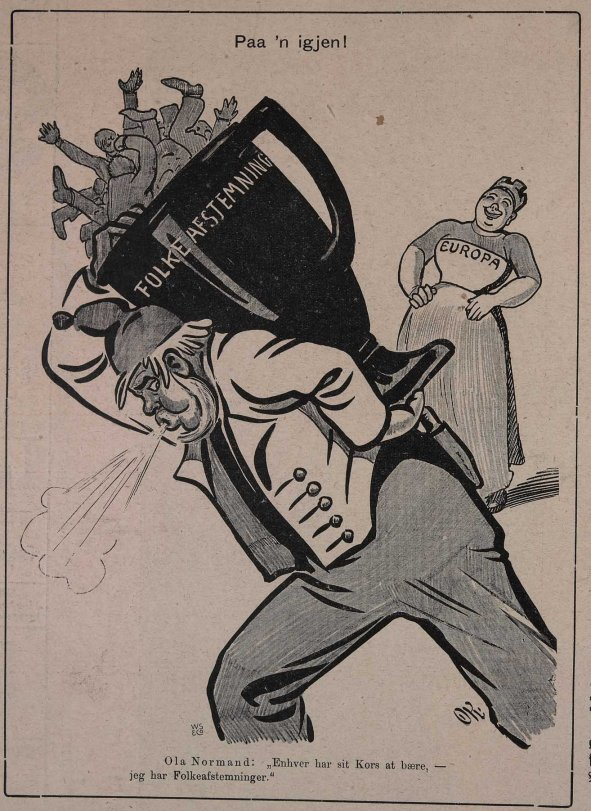
Teckning av Ola Nordmann från 1905 av Olaf Krohn.

Ola Nordmann och Kari Nordmann är namn som används för att beskriva den genomsnittlige norrmannen. Namnen används antingen var för sig, för att beskriva en genomsnittlig person, eller tillsammans, för att beskriva en genomsnittlig norsk familj.
Namnen motsvarar Medelsvensson i Sverige.